# Цифровой индикатор
Цифровой индикатор — прибор для отображения значения числовой величины в цифровом виде.
Имеют фиксированный набор элементов отображения (сегментов), расположенных как произвольно, так и сгруппированных по несколько цифр.

## Принцип действия

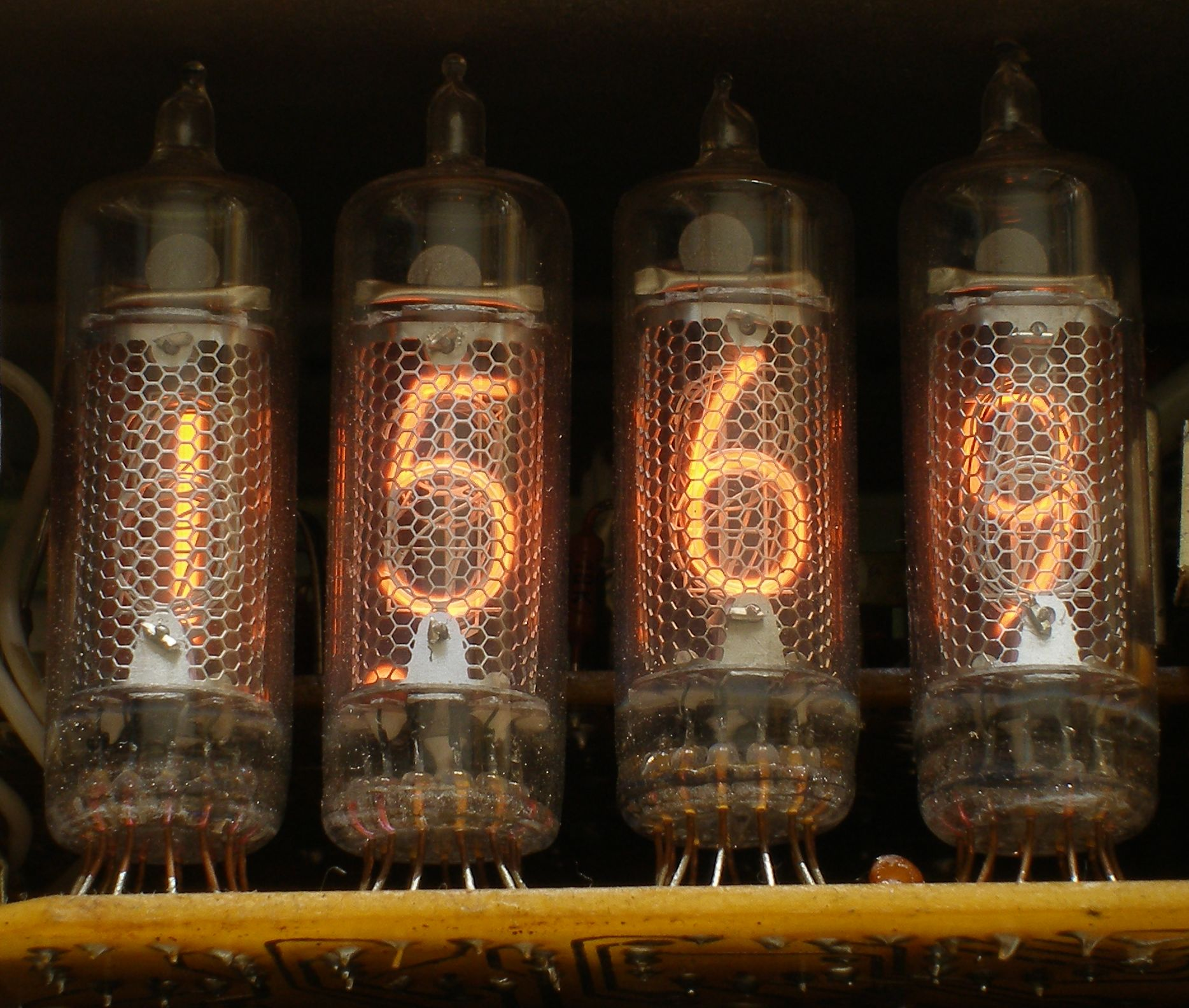
Газоразрядные цифровые индикаторы ИН-16

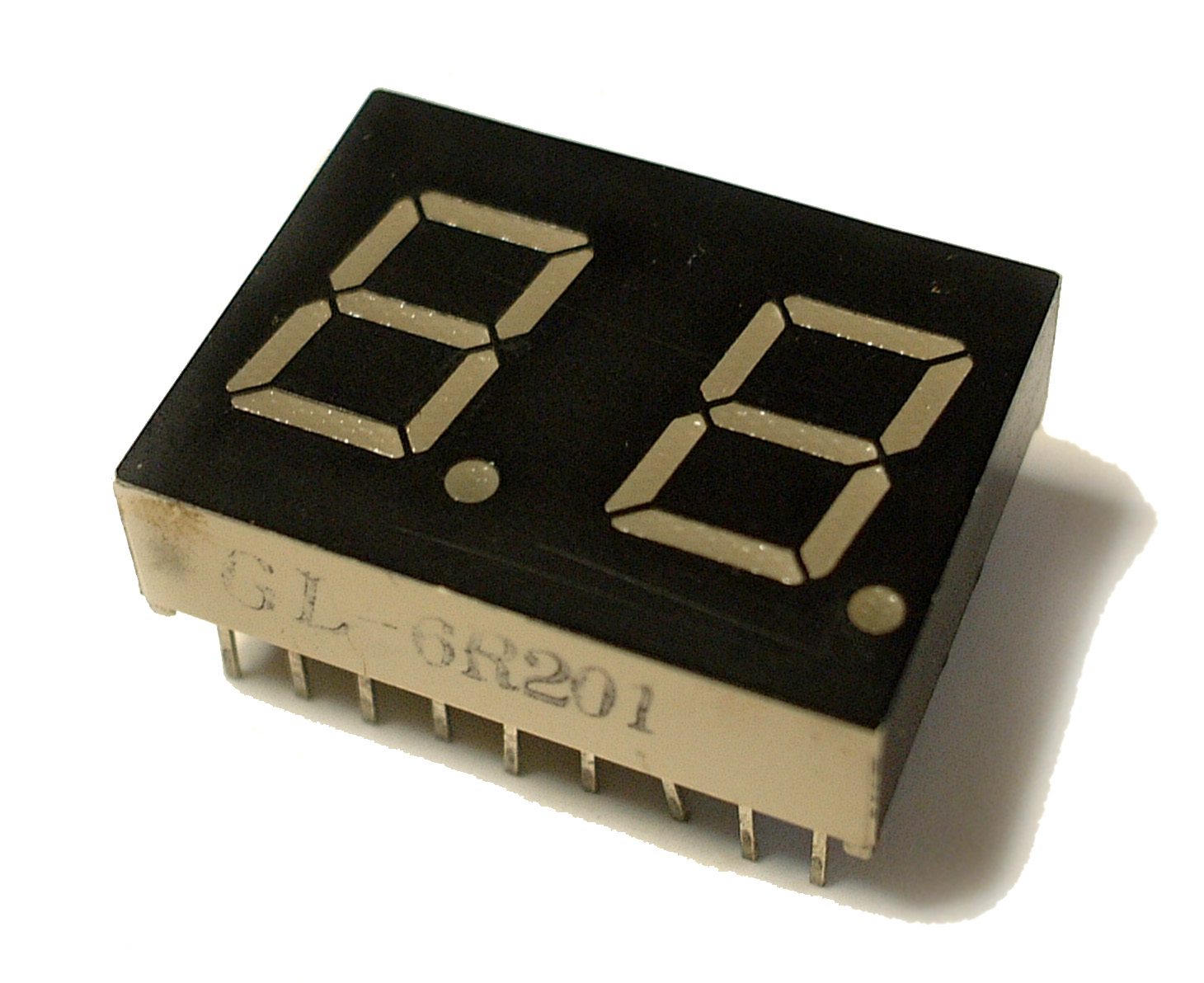
Светодиодный семисегментный цифровой индикатор

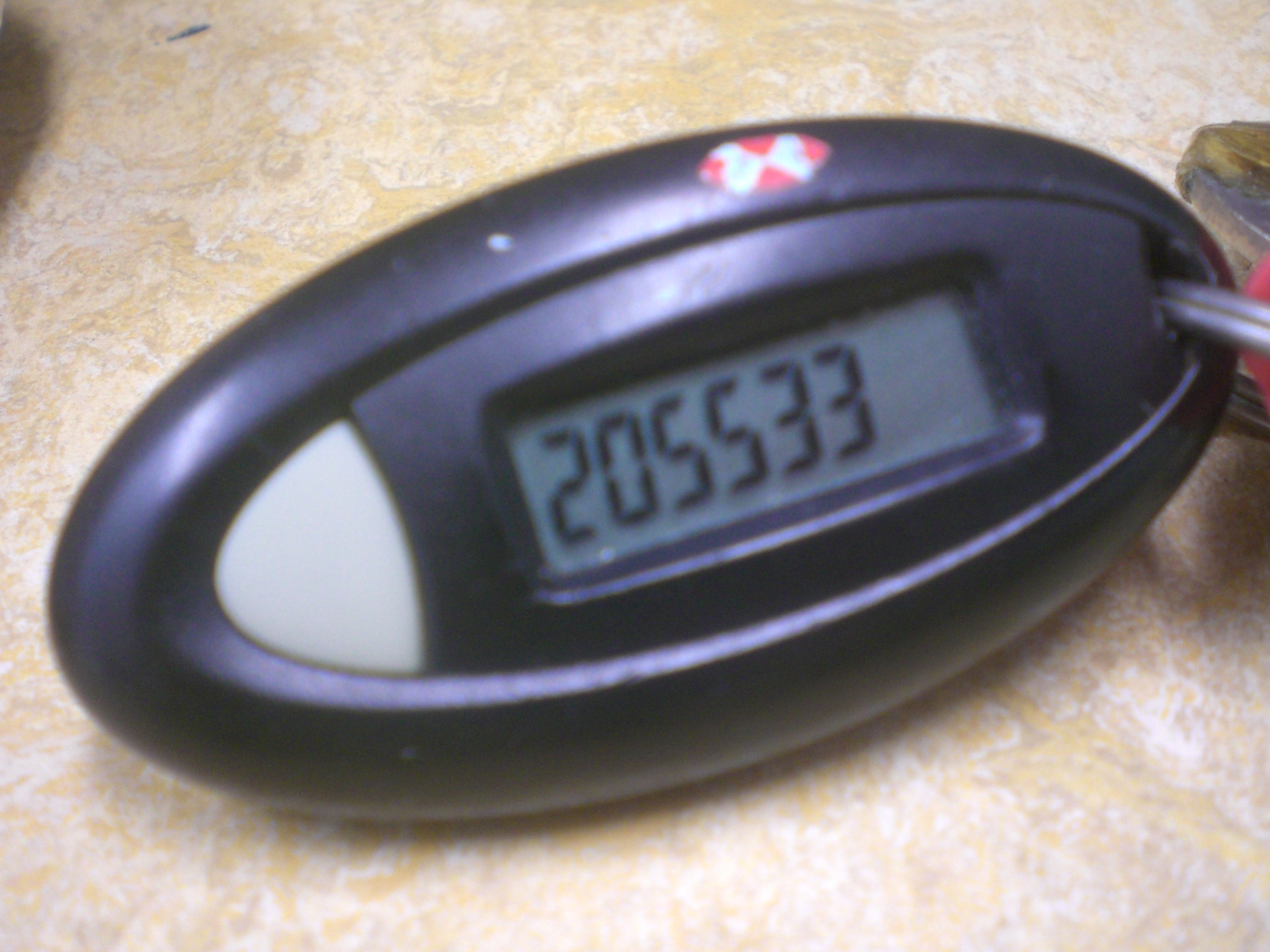
Жидкокристаллический индикатор

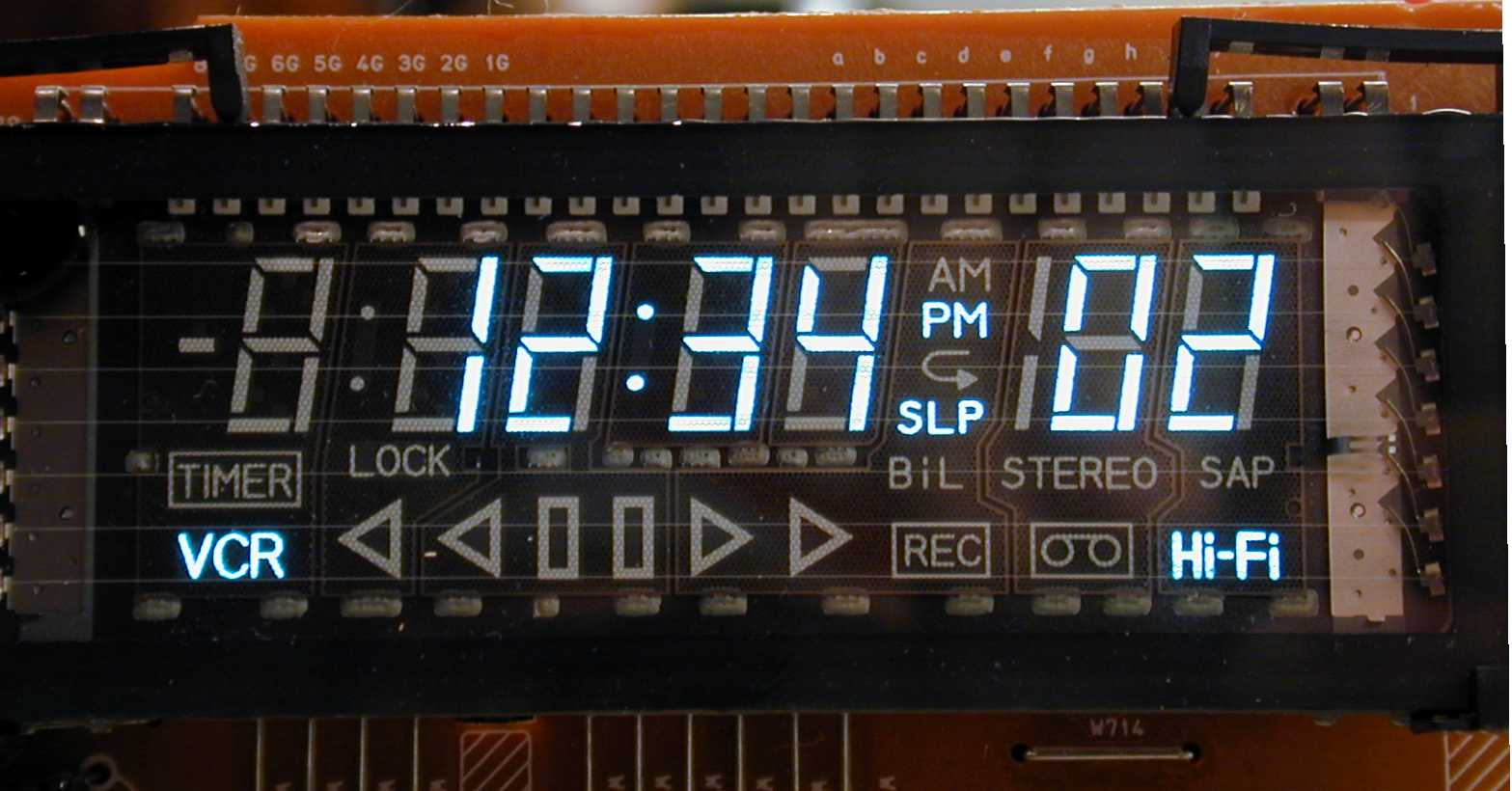
Вакуумно-люминесцентный индикатор видеомагнитофона

По принципу действия цифровые индикаторы можно разделить на следующие основные группы:
- Механические индикаторы — состоят из набора дисков с нанесёнными на них цифрами и приводных шестерёнок, их можно встретить в устройствах, где использование электронных схем нецелесообразно (например, в механических расходомерах и счётчиках потребления воды, газа и т. д., спидометрах и одометрах), также можно встретить в механических счётчиках электроэнергии.
- Электромеханические индикаторы — индикаторы, в которых для изменения информации требуется электрическое или электромагнитное воздействие. Примером служит бистабильный экран или блинкерное табло.
- Газоразрядные индикаторы — на сегодняшний день применяются редко, используют тлеющий разряд.
- Светодиодные индикаторы (СДИ) — обычно в виде единичных, семисегментных или матричных индикаторов.
- Жидкокристаллические индикаторы (ЖКИ) — индикаторы на основе жидких кристаллов, обычно способны отображать достаточно много информации (в том числе графической) — стоимость индикатора мало зависит от количества сформированных сегментов ЖК, а только от размера пластины. Широкое распространение приобрели из-за крайне низкого энергопотребления собственно индикатора. Низкое потребление жидкокристаллических индикаторов реализуется только в режиме отражения при работе в условиях высокой освещённости. При низкой освещённости приходится применять подсветку либо светодиодную, либо люминесцентную. При применении подсветки возможно два режима работы: отражение и просвет. Эти режимы работы отличаются направлением поляризации поляризационных плёнок, наклеиваемых на жидкокристаллический индикатор. Из-за применяемого материала (стекло) обладают недостаточной механической прочностью (хрупки).
- Вакуумно-люминесцентные индикаторы — используют явление люминесценции при бомбардировке люминофора электронами с небольшой энергией (единицы и десятки электронвольт).
- Индикатор на флуоресцирующих стёклах — крайне редко встречающийся тип индикатора.